# 5 de Junio (Sonora)
5 de Junio es un ejido del municipio de Navojoa ubicado en el sur del estado mexicano de Sonora, en la zona del valle del río Mayo. Según los datos del Censo de Población y Vivienda realizado en 2010 por el Instituto Nacional de Estadística y Geografía (INEGI), 5 de Junio tiene un total de 434 habitantes. El ejido se encuentra asentado sobre la carretera estatal 362, en el tramo Navojoa–Etchojoa, donde forma un entronque con la carretera que lo conecta con el pueblo de Bacobampo, transitando por Colonia Talamante y Las Playitas.

## Geografía
5 de Junio se sitúa en las coordenadas geográficas 26°59′4″ de latitud norte y 109°32′49″ de longitud oeste del meridiano de Greenwich, a una elevación de 24 metros sobre el nivel del mar. N